# روزنامه‌نگاری ادبی
روزنامه‌نگار ادبی به روزنامه‌نگاری گفته می‌شود که با دانش ادبی خود صفحه یا صفحه‌های ادبیات را در مطبوعات اداره می‌کند.

## تاریخچه در ایران
اولین نشریه ادبی در ایران با عنوان روزنامه‌ی ملت سنیه ایران در تاریخ نهم خرداد ۱۲۴۵ با مدیریت و سردبیری علیقلی میرزا اعتضادالسلطنه منتشر شد. اما بعد از سه شماره عنوان این نشریه به روزنامه‌ی ملتی تغییر کرد و تا ۲۶ شهریور ۱۲۴۹ نیز منتشر شد.
در این نشریه ادبی زندگی‌نامه شاعران و نمونه شعر و حکایت منتشر می‌شد. آخوندزاده به شیوه انتشار و مدیریت این نشریه انتقاد داشت. چاپ داستان و شعر در مطبوعات عهد ناصری و مظفری رواج یافت.
از مجله دانشکده به مدیریت محمدتقی بهار که در ۱۲ شماره در سال‌های ۱۲۹۷ و ۱۲۹۸ در تهران منتشر می‌شد و همین‌طور مجله بهار به مدیریت یوسف اعتصام‌الملک که در سال‌های ۱۲۸۹ و ۱۲۹۰ در تهران منتشر می‌شد به عنوان دو مجله پیشرو و اولین مجله‌های ادبی به معنای امروزی یاد می‌شود.

## صفحه‌های ادبیات
شاعران و نویسندگان در دوره‌های قاجار و پهلوی سعی می‌کردند مجله‌های ادبی با سلایق فکری و عقیدتی خود راه‌اندازی کنند. اما تلاش آنها باعث شد صفحه‌های ادبیات به مجلات و روزنامه‌های غیرادبی نیز باز شود و رشد شمارگان مطبوعات افزایش یابد. صفحه‌های ادبیات در مجلات ادبی و غیرادبی در ایران غالباً تحت‌تأثیر مجلات خارجی بوده‌است.

## روزنامه‌نگاری ادبی
کسانی روزنامه‌نگاری را یک ژانر ادبی مانند شعر و داستان و نمایشنامه می‌دانند. گابریل گارسیامارکز از جمله کسانی بود که روزنامه‌نگاری را یک ژانر ادبی می‌دانست.

## نویسندگان روزنامه‌نگار
بسیاری از نویسندگان در ابتدا روزنامه‌نگار بوده‌اند. هرچند همه آنها روزنامه‌نگار ادبی نبوده‌اند. نمونه معروف آن ارنست همینگوی است.